# Salus Populi Romani
«Salus Populi Romani» («Спасение народа Римского») — энкаустическая икона Богоматери, хранящаяся в специально построенной капелле Паолина в римской базилике Санта-Мария-Маджоре. Икона особо почитается горожанами и является главным богородичным образом Рима. В 1954 году икона была коронована папой Пием XII.
Предание приписывает авторство иконы апостолу Луке. Она была привезена в Рим в 590 году при понтификате Григория I. Искусствоведы традиционно датируют икону VI веком. Восточное происхождение иконы косвенно подтверждает кипарисовая доска, на которой она написана. Г. С. Колпакова отмечает, что образ представляет собой конгломерат разновременных частей, который сформировался не ранее VIII века. При этом она указывает, что, возможно, это впечатление создают поновления иконы, сделанные в 1100 году и в XIII веке.
Наименование «Спасение народа Римского» (Santa Maria «Salus populi romani») присвоено этой иконе потому, что именно её святой Григорий Двоеслов носил в 590 году крестным ходом по Риму во время свирепствовавшей моровой язвы, которая тогда же прекратилась.
Главным богослужением, в котором вплоть до второй половины XVI века участвовала икона, было шествие по Риму в ночь с 14 на 15 августа, в честь Успения Девы Марии.
Размеры иконы — 117 на 79 см. Матерь Божия изображена в ярко-красном мафории и с красным нимбом. На её правой руке изображено консульское кольцо, символизирующее её обручение с римским народом. В левую руку помещёна маппула, небольшой льняной плат, использовавшийся древнеримской знатью. Руки Девы Марии скрещены в кольцо — она заключает в них младенца Иисуса, сидящего на её коленях. Лик Богомладенца обращён к Матери, правая рука сложена в благословляющем жесте.
Фигуры Девы Марии и Богомладенца на иконе монументально массивны. Складки одежд отличаются гранёностью и выглядят как рельеф, что усиливается использованием светотени. Все это является характерными признаками искусства XI века, когда икону поновляли. К этому же периоду относятся условная обводка мафория Богоматери золотой каймой и ассист на одеждах Иисуса.
В 2017 году Ватиканcкому музею было поручено провести полную реставрацию и консервацию почитаемого образа. Процесс реставрации включал следующие процедуры:
- заполнение отверстий от насекомых и различных повреждений изображения, мантии, ликов и фона;
- восстановление золотого нимба, утратившего первоначальный вид из-за окисления и разложения красного лака;
- осветление ликов, подчёркивание их строения;
- тонировка рук и креста на главе Богородицы, некогда скрытых под драгоценными камнями и другими украшениями;
- восстановление мантии до цвета индиго и диагональной клетчатой окантовки;
- покрытие лаком обратной стороны иконы, укрепление оригинальной рамы.

Процесс реставрации был завершён в течение года, и 28 января 2018 года икона вернулась на своё место в храм.